# Johan Bredal

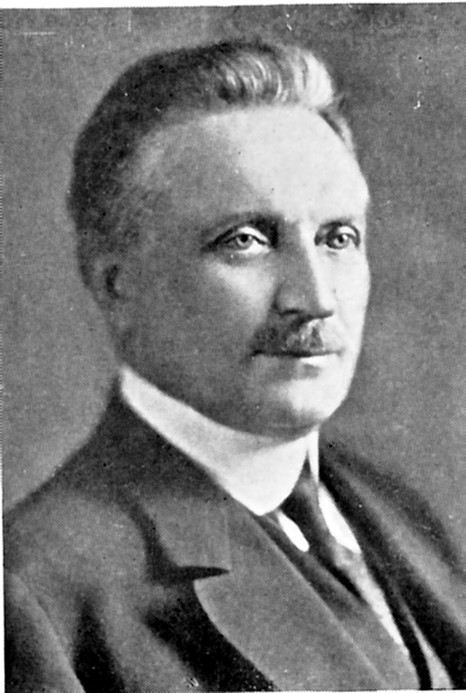
Johan Bredal.

Johan Olaf Bredal, född 10 mars 1862 och död 26 april 1948, var en norsk jurist, politiker och publicist.
Bredal var från 1894 praktiserande advokat i Kristiania. Han var från 1912 statens förlikningsman i arbetstvister och 1906 ordförande i den kommitté, som framla den betydelsefulla koncessionslagstiftningen vid förvärv av vattenfall, malmer, skogar och elektrisk kraft. Bredal var 1907–1908 justitieminister i Jørgen Løvlands ministär. I politiskt avseende självständig hade Bredal anslutit sig till den frisinnade vänstern. Bredal försvarade i talrika pressinlägg i bland annat Tidens Tegn och Morgenbladet sin uppfattning av koncessionslagstiftingen, och angrep under första världskriget den tyska ubåtspolitiken. Han arbetade under senare år främst med skattefrågor.